# Boomerang (Közép- és Kelet-Európa)

A csatorna logója 2005. június 5. és 2015. február 2. között.

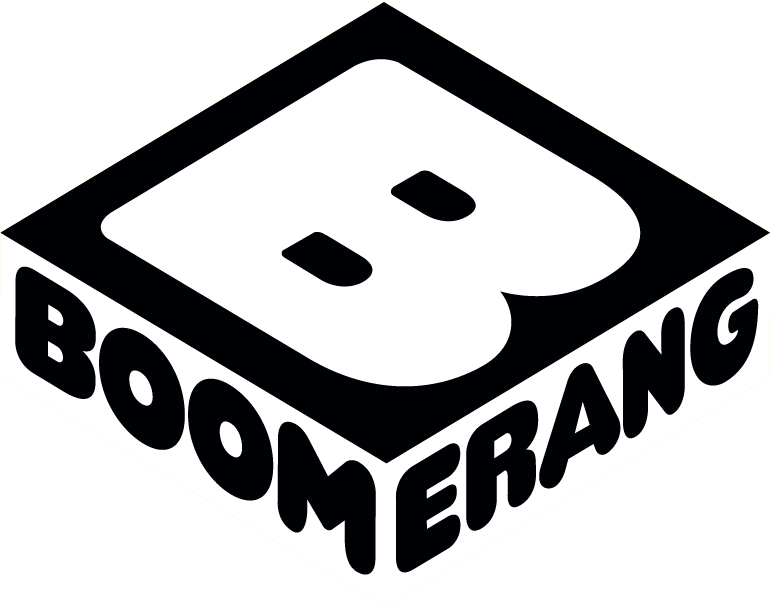
A csatorna logója 2015. február 2-tól a 2023. március 18-i megszűnéséig

A Boomerang Közép- és Kelet-Európa (angolul: Boomerang Central & Eastern Europe) a Boomerang rajzfilmadó adásváltozata volt. Ez a változat 2005. június 5-én indult, és a nap 24 órájában volt fogható. A csatorna Magyarországon, Lengyelországban, Görögországban és Romániában az országok saját nyelvén érhető el. Az arab államokban pár műsor már elérhető arabul is. Az adó főként a Cartoon Networkről lekerült sorozatokat adta, de 2011-től saját premierekkel is jelentkezett.
A magyar csatornahangok 2011-2014-ig Bogdányi Titanilla és Hamvas Dániel voltak, majd 2014 nyarától a 2023-as megszűnésig Haagen Imre volt. Az ajánlóknál és inzerteknél közreműködő hangok között eddig helyet kapott Heckenast László, Tóth Anita, Moser Károly és Zöld Csaba.

## Története

### A 2000-es évek
Ez az adásváltozat sugárzása 2005. június 5-én indult, részben angolul, a következő sorozatokkal: Scooby-Doo és a 13 szellem, Süsü keselyűk, Inch High, Private Eye, Droopy, a mesterdetektív, Droopy és Dripple, Két buta kutya, Frédi és Béni, avagy a kőkorszaki buli, Danger Mouse, The Flistone Comedy Show, Frédi és Béni, avagy a két kőkorszaki szaki, Magilla Gorilla, Hong Kong Phooey, Jabberjaw, Josie és a vadmacskák, A Jetson család, Barlangi kapitány és a tini angyalok, Turpi úrfi, Lippy the Lion & Hardy Har Har, Maci Laci, Flúgos futam, Dili Dolly kalandjai, Foxi Maxi, Inci és Finci, Jaj, Borzas Brumi Brancs!, Quick Draw McGraw, Az Addams család, A Scooby-Doo-show, Snagglepuss, Scooby-Doo, a kölyökkutya, Tom és Jerry gyerekshow, A Tex Avery-show, Tom és Jerry, Maci Laci kincset keres, Bolondos dallamok.
Idővel egyre több műsor vált elérhetővé az országok saját nyelvén. Az ajánlókat is angol nyelven adták le, reklámok pedig nem voltak. Az első arculat az indulástól kezdve 2012 márciusáig a „Vonal” volt. 2006-ban ezeket a sorozatokat mutatták be: The Heathcliff and Dingbat Show, A Maszk, Mosómacik, Duckula gróf. 2007-ben újabb premierek következtek: Scooby-Doo és Scrappy-Doo, Az új Scooby-Doo és Scrappy-Doo-show, Piri, Biri és Bori, Bárány a nagyvárosban, Popeye. 2008-ban a következő sorozatokat mutatták be: Időcsapat, Artúr király ballépései, Atom Anti. 2009-ben újabb sorozatokat mutattak be: Dexter laboratóriuma, Johnny Bravo, Szuperdod kalandjai, A Garfield-show.

### A 2010-es évek
2010-ben ezeknek a sorozatoknak volt premierjük: Rózsaszín Párduc és barátai, Paddington medve. 2011. október 11-étől a csatorna már görögül is elérhető Görögországban, valamint megjelent új, óvodásoknak szóló programblokkja, a Cartoonito – amely hétköznaponként 6, 11 és 17 órától látható a csatornán – és változott a műsorkínálat. A Cartoonito keretében a következő új sorozatokat mutatták be: Gerald McBoing Boing, Pizsamás banánok, Jelly Jamm, Bébi bolondos dallamok. Több angol nyelvű műsora is megszűnt és bemutatták a George a dzsungelben-t, a Zsebkutyusok-at és Casper az Ijesztő Iskolában-t. Valamint ettől a naptól kezdve az ajánlókat magyarul Bogdányi Titanilla mondja be és a korábban angol feliratok („Next”, „Later”, „Shorts”) eltűntek. Ettől fogva a korábban angolul futó sorozatokat szinkronizálták, vagy más csatornák által korábban berendelt szinkronnal kezdték vetíteni.
2012 elején az adó sok új sorozatot kezdett magyar szinkronnal adni, mint a Hong Kong Phooey, a Maci Laci újabb kalandjai, a Scooby-Doo, a kölyökkutya, a Tom és Jerry gyerekshow, a Dili Dolly kalandjai. Ezzel párhuzamosan már régen már magyarul is megjelent sorozatot lehetett látni: Maci Laci kincset keres (Magyar Televízió szinkronja), Tom és Jerry gyerekshow (az ATV szinkronja). 2012-től a Boomerang műsorait teljesen magyarul lehet látni, új részekkel és szinkronokkal. Ez év március 28-án ez az adásváltozat is felvette az új arculatot, amelyet addigra már az összes európai változat használt. 2012-ben a következő élőszereplős sorozatokat mutatták be a Cartooniton: Kac-Kac Kócok, Cartoonito mesék. Ebben az évben a Tom és Jerry új kalandjai, a Taz-mánia és a Pöttöm kalandok című rajzfilmsorozatokat is bemutatták. 2013-ban a következő sorozatokat mutatták be: Skunk Fu – Balhé a völgyben, Szilveszter és Csőrike kalandjai, Fosterék háza képzeletbeli barátoknak, Lazy Town, Tűzoltó mesék. A Cartoonito-blokk megszűnt 2014. január 1-jén. Abban az évben a következő sorozatokat mutatták be: Történetek a farmról, Tom és Jerry-show és Animánia. 2015-ben a Boomerang arculatot, valamint logót váltott és a következő új sorozatokat tűzte műsorra: Gógyi felügyelő (2015-ös reboot), Dzsungelriportok: A mentőakció, Oddbods, Az ifjú Robin Hood kalandjai, Mr. Bean (2002), Uhu és pajtásai, A dzsungel ritmusa, Csak lazán, Scooby-Doo!, Új bolondos dallamok. Abban az évben augusztus 31-étől több klasszikus visszatért a csatornára. November 1-jén a bukaresti tűz miatti gyász következtében fekete szalag jelent meg a logó mellett és kivették a román reklámblokkot is. 2016-ban debütált a Mizújs, Scooby-Doo?, a Nyuszipoly, a A Happó család, a Miss Moon, a Grizzy és a lemmingek, és az Én és a lovagom. 2017-ben debütált: Kókusz Kokó, a kis sárkány, Derült égből fasírt, Dorothy Óz földjén, Flúgos futam (2017), Pat, a kutya. 2018-ban mutatták be a következő sorozatot: Öt pajti. 2019-ben az Angelo rulez, a Bonbon és Bentley, Az állatkert, a Menő Mike és a Scooby-Doo és (sz)társai lett bemutatva.

### A 2020-as évek
Február 28-án a Subi-dubi dínók, május 18-án a Binky ügynök, augusztus 3-án a Mr. Magoo, szeptember 2-án a Birodalmi alakulat, december 7-én pedig az Alice és Lewis lett bemutatva. 2021-ben a következő sorozatok kerültek bemutatásra: a Power Players, a Musi-Musi és a gombácskák, a Tapsi Hapsi és barátai, a Tom és Jerry New Yorkban és az Alagi. 2022. szeptember 1-én újraindult a Cartoonito műsorblokk, amelyben a következő sorozatok kerültek bemutatásra: Ninja Express, Thomas, a gőzmozdony: Kismozdony kalandok
A csatorna 2023. március 18-án reggel 6 órakor megszűnt, helyére az addig a csatorna műsorblokkjaként futó Cartoonito került.

## Műsorok
A csatorna indulásától kezdve ad klasszikus rajzfilmeket, melyek közül sok a Cartoon Networkről került le (például: A Jetson család), de néhányat párhuzamosan adott a CN-nel (például: Scooby-Doo). Rengeteg Hanna-Barbera-rajzfilmsorozatot vetített, de más stúdiók produkcióit is sugározta. Az első éveiben csak ismétléseket vetített, de később már saját premierekkel is jelentkezett, vagy olyanra is volt már példa, hogy valamit előbb mutattak be a Boomerangon és csak később a Cartoon Networkön.
A Boomerang Mozi a csatorna filmeket és különkiadásokat sugárzó műsorblokkja volt. Leginkább a Boomerang produkcióinak filmjeit sugározta, de más filmeket is leadott. A Cartoon Network Mozi itteni megfelelője volt. Korábban szerdán és szombaton, ezután iskolaszünetekben jelentkezett, majd a csatorna megszűnésével véget ért.

## Vétel
A Boomerang Európa Magyarországon elérhető a UPC Direct, a PR Telekom és a Hello HD kínálatában és 2010. június 19-e óta a Digi-ében is. Így Magyarországon több, mint nyolcszázezer háztartásban megtalálható. Korábban a T-Home-nál is fogható volt, de a szolgáltató a magas árakra hivatkozva kivette a csatornát a kínálatából a Cartoon Networkkel együtt. Később, 2015-ben azonban mindkettő visszakerült az azóta Telekom márkanévre hallgató szolgáltatáshoz. A UPC-nél kábelen meglepő módon nem volt fogható Magyarországon a csatorna 2020-as évig.
2020. január 15-től elérhető a Vodafone TV 308-as programhelyén is. (A Megamax helyén.)
Lengyelországban a UPC szolgáltató csomagjaiban érhető el.
Görögországban a Nova kínálatában található meg.
Romániában a Dolce, az RCS & RDS, a UPC, és az Akta kínálatában érhető el.
A csatorna mindenhol kizárólag kódoltan fogható.

## Nézettség
A Boomerang Lengyelországban 2012-ben teljes lakosságot tekintve 0,17%-os, Romániában 2011-ben 0,55%-os, 2012-ben pedig 0,76%-os nézettséget szállított. 2022-ben Lengyelországban 0,10%-os nézettséget szállított, valószínűleg ez is a megszűnés oka, viszont Magyarországon a csatorna nézettsége 5,27% volt ebben az évben.

## Honlap
A Boomerangnak eleinte még nem volt önálló honlapja, ehelyett a CartoonNetwork.hu weboldalon voltak láthatóak a Boomeranghoz kapcsolódó tartalmak, mint miniwebhely. Az önálló weboldal végül 2010 augusztusában indult el Magyarországon, Lengyelországon és Romániában.
A Boomerang weboldala sok dologban hasonlított a Cartoon Network weboldalához, a kinézetén, és a műsorokon kívűl szinte semmi külömbség nem volt közöttük. Itt is megtalálhatóak voltak a csatorna sorozataival kapcsolatos ún. miniwebhelyek, valamint játékok, videók, kvízek, valamint a csatorna programjait is itt szervezték meg. A weboldal a csatorna arculatváltásaival együtt frissült.
A weboldal a Boomerang megszűnésekor szűnt meg, helyét pedig a Cartoonito önálló weboldala, a cartoonito.hu vette át, ami szintén hasonló volt a Cartoon Network, és a Boomerang weboldalához. 2024 novemberében viszont az is megszűnt, a webcíme pedig onnantól a Cartoonito YouTube-csatornájára irányít át.

## További adatok
A Boomerang kereskedelmi reklámsávját és reklámszünetei közepét kép- és hangsávokkal választották el egymástól. A román hirdetőfelületet a Cable Direct (korábban a Discovery Media), a lengyel reklámidőt pedig az Atmedia kezelte. Magyarországi reklámértékesítése 2017. október 16-tól indult, a reklámidőt eleinte az Atmedia, 2020. január 1-től az RTL Saleshouse értékesítette.
A reklámszüneteknél a román és lengyel kereskedelmi reklámok miatt sávleválasztást alkalmaz a csatorna, így pár perc erejéig külön adást láthat Románia és Lengyelország. A csatorna megújulása előtt a main-feeden kapott helyet a román reklámblokk, s mivel Magyarország mindig is a main-feedet látta, itt a hirdetések alatt zenei aláfestés volt hallható (angol hangsávval is).
A Boomerang nem használ semmilyen feliratot jelenlegi arculatában, és nem használ háromnyelvű kiírást. Az előző arculatban az egyetlen felirat a publicitate (hirdetés) kifejezés volt a reklámsáv nyitásánál és zárásánál, míg a lengyel sávon a reklama (reklám) szót jelezték.
A Boomerang az orosz korhatár-besorolást alkalmazza a régióban, melynek szürke alapon fekete (korábban fekete alapon szürke) jelzése a sorozatok, az ajánlók és a kisfilmek elején látható néhány másodpercig, a bal felső sarokban.
A csatorna korábban a 4:3-as képarányt használta, 2018. április 4-től már 16:9-es képarányt használ, sorozatait hagyományos felbontással sugározza. A szélesvászonra (16:9-es képarányra) készült sorozatokat is ugyanígy adják, de az alsó és felső fekete sávok helyett (letterbox) a kép jobb és bal oldalát vágják (pan and scan) vagy a 14:9-es képet teszik be a 4:3-as képarányba, vékony fekete csíkokkal. 2018. április 4-én 16:9-es képarányra váltott, ennek előszele volt, hogy a régebbi 4:3-as sorozatokat eltüntette a kínálatából.